# 암피온과 제토스

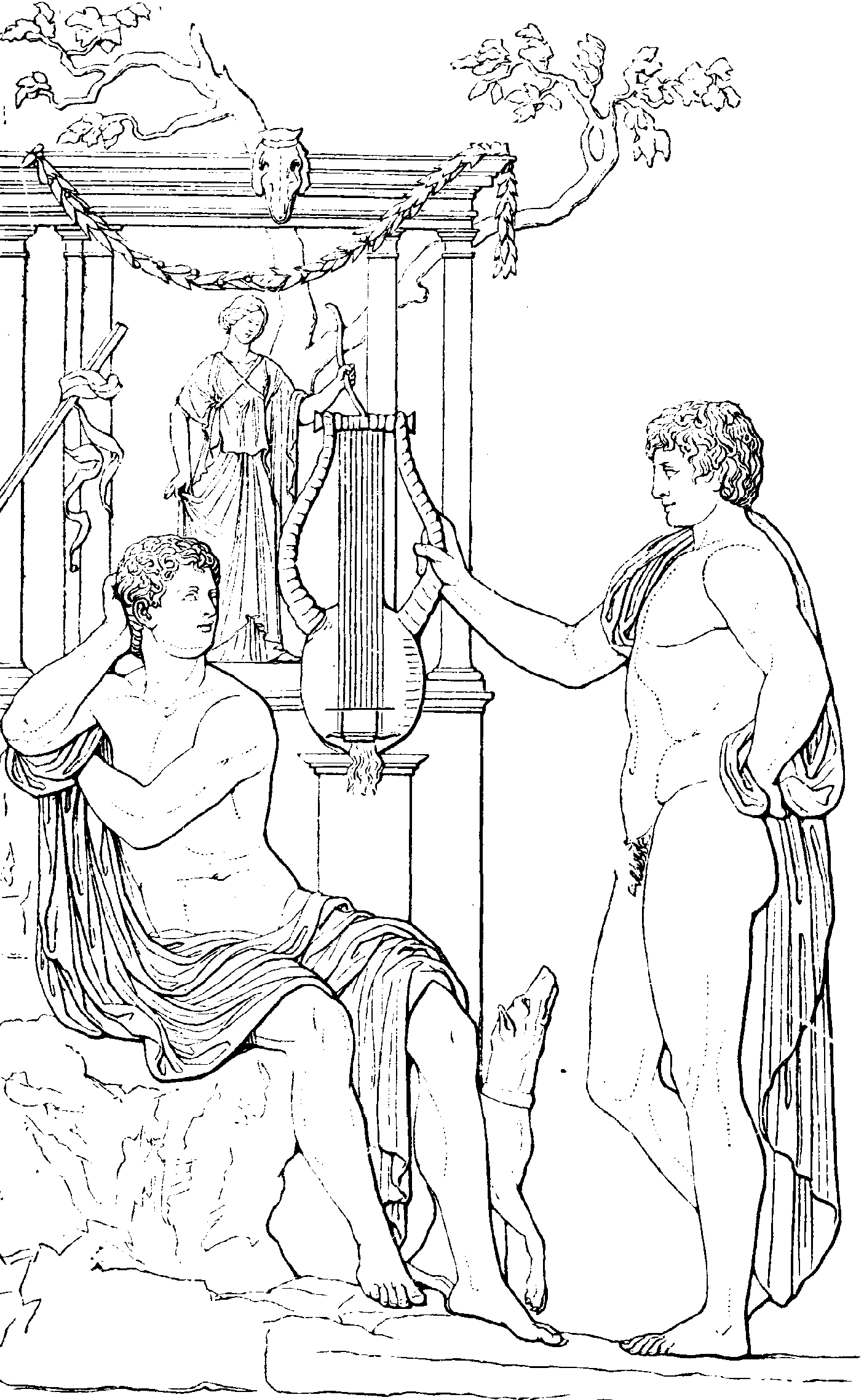

암피온과 제투스는 제우스와 안티오페의 아들이었다. 그들은 쌍둥이 형제로 함께 테바이를 건국한 것으로 유명하다. 암피온은 수금을 아주 잘탔던 것으로도 유명하다. 그는 니오베와 결혼하여 14명의 자녀를 낳았는데 아폴론과 아르테미스는 14명의 자녀를 죽이자 슬픔에 자살했다.

## 같이 보기
- 암피트리온
- 케토

| 전임 리쿠스 | 테베의 왕 | 후임 라이오스 |